# Brașov
Brașov (tyska: Kronstadt, ungerska: Brassó) är en stad (municipiu) i det historiska landskapet Transsylvanien i mellersta Rumänien. Den utgör residensstad i länet Brașov och hade 253 200 invånare enligt folkräkningen oktober 2011. Staden är gammal och välbevarad. Brașov heter Kronstadt på tyska och hade tidigare en stor tysktalande befolkning. Dessa lämnade till stor del staden under senare delen av 1900-talet. 
Brașov grundades på 1200-talet av Tyska orden och blev centrum för det tyskkoloniserade Burzenland. Från 1542 blev staden centrum för reformationen i Transsylvanien. 1689 brändes Brașov av österrikiska trupper. Även under striderna mellan ungrare och ryssar 1849 led staden svåra skador. Brașov blev en rumänsk stad genom freden i Trianon 1920.
Bland stadens sevärdheter märks den delvis bevarade ringmuren kring den inre staden och den sengotiska protestantiska Svarta kyrkan, uppförd 1384-1424 och rådhuset från omkring 1420.
I området kring staden finns cirka 800 av Rumäniens 6 000–6 200 björnar.